# Parafia św. Michała Archanioła w Niemysłowie
Parafia Świętego Michała Archanioła w Niemysłowie – rzymskokatolicka parafia z siedzibą w Niemysłowie. Administracyjnie należy do diecezji włocławskiej (dekanat uniejowski).  
Odpust parafialny odbywa się w Święto św. Michała Archanioła – 29 września.
Obecnie proboszczem jest ks. Janusz Kęsicki. 